# Rudolf Caltofen
Rudolf Caltofen (* 30. April 1895 in Dresden; † 22. Juli 1983 in Düsseldorf) war ein deutscher Schriftsteller, Hörspielautor, Übersetzer und Journalist.

## Leben
Caltofen studierte in Dresden, Berlin und Montpellier und war aktiv in der Wandervogelbewegung. Er war Mitglied der KPD, aus der er 1926 ausgeschlossen wurde. Er arbeitete als Finanzbeamter und Journalist und wirkte ab 1928 als freier Autor in Spanien und Deutschland. Er wurde nach der Machtergreifung 1933 verhaftet, konnte aber in die Tschechoslowakei fliehen. Er unternahm mehrere Reisen im Auftrag der spanischen Regierung und war 1935 in Sevilla für eine deutsche Untergrundorganisation tätig. 1944 wurde er von der Gestapo festgenommen, in das KZ Sachsenhausen eingewiesen und von dort in die Besserungsanstalt Brandenburg überstellt.
Nach der Befreiung vom Nationalsozialismus lebte er zunächst in Paris, ab 1952 in Fontenay-sous-Bois, von 1958 bis 1963 wieder in Paris und schließlich in Düsseldorf. Er verfasste Romane, Erzählungen, Essays, Reportagen, Hörspiele sowie Übersetzungen aus dem Spanischen, Portugiesischen und Französischen. Er war Mitglied im PEN-Zentrum Deutschland und Ehrenmitglied verschiedener Akademien in Brasilien, Kolumbien und Spanien.

## Auszeichnung
- 1922 Karl-May-Preis der Stadt Dresden
- Bundesverdienstkreuz 1. Klasse (11. April 1967)[1]
- Ehrenmedaille des Vereinigung der Verfolgten des Naziregimes – Bund der Antifaschistinnen und Antifaschisten

## Werke
- La Carolina. Weg einer Liebe. Luzern 1951.
- Juanita. Tatsachenroman aus dem spanischen Bürgerkrieg. Heidelberg 1952.
- Einfache Herzen. Portugiesisches Tagebuch. 1953.
- Die Beichte eines Kommunisten. 1961.
- Auf fremder Erde. Essen 1962.
- Frankreich. Essen 1967.

## Übersetzungen
- Gustavo Adolfo Bécquer: Legenden. 1946
  - Im Banne der Anden. Erzählungen aus Südamerika. 1947
- François Mauriac: Die Pharisäerin. 1949
- Alfonso Reyes: Kleine Miniaturen. 1977